# Fundația pentru Software Liber
Free Software Foundation (FSF) (română Fundația pentru Software Liber) este o organizație americană cu caracter non-lucrativ, fondată de către Richard Stallman în 1985 în scopul sprijinirii proiectului GNU și comunității Free Software. Fondurile bănești s-au bazat în special pe vânzare de tricouri, CD-ROM-uri și distribuirea de GNU.

## Activități desfășurate

### Proiectul GNU
Una din principalele obiective ale FSF este acoperirea legală, economică și logistică a Proiectului GNU.

Emblema fundaţiei GNU

### Licențe GNU
FSF elaborează, menține și susține Licența Publică Generală GNU (GPL) și alte licențe pentru Software liber, pentru documentație și pentru alte opere anexe acestora (LGPL, FDL).

### Locația proiectului
FSF își expune proiectul de software liber în cadrul site-ului Savannah. Oferă o interfață web, prin hosting și administrare a paginilor web ale proiectelor aferente, CVS, FTP și e-list. Găzduiește mai mult de 2.800 de proiecte.